# Снісаренко В'ячеслав Миколайович
В'ячесла́в Микола́йович Снісаре́нко (нар. * 1964, Запоріжжя, Українська РСР, СРСР) — український художник та графік; заслужений художник України.

## З життєпису
Народився 1964 року у місті Запоріжжя.
Протягом 1979—1982 років навчався у середній Республіканській художній школі ім. Т. Г. Шевченка.
1992 року закінчив Національну академію образотворчого мистецтва і архітектури (майстерня станкової графіки, професори Чебикін А. В. та Компанець М. І.). Викладав у НТУ «КПІ» на поліграфічному факультеті. Член СХУ.
Учасник багатьох художніх виставок в Україні, Чехії, Іспанії, Японії, Білорусі.
Роботи знаходяться в приватних колекціях в Україні та за кордоном.
Лауреат багатьох нагород, зокрема — диплом 1-го ступеня в номінації «Естамп» VIII Всеукраїнської виставки-конкурсу імені Г. Якутовича (2012 та 2016 роки), Четвертий приз на міжнародному Трієнале графіки а Кочі (Японія, 1993); багато інших.
Живе і працює у місті Київ.